# هنری جیمز، نخستین جیمز بارون هرفورد
هنری جیمز (انگلیسی: Henry James؛ ‏ ۳۰ اکتبر ۱۸۲۸ – ۱۸ اوت ۱۹۱۱) معروف به سِـر هنری جیمز بین سالهای ۱۸۷۳ و ۱۸۹۵، سیاست‌مدار، وکیل و دولتمرد اهل پادشاهی متحد بریتانیای کبیر و ایرلند بود. او در ابتدا یک عضو حزب لیبرال بریتانیا بود، اما در کابینهٔ ویلیام یوئرت گلدستون در سال ۱۸۷۳ به عنوان وکیل کل کشور و سپس مابین سال‌های ۱۸۷۳ تا ۱۸۷۴ و همچنین ۱۸۸۰ تا ۱۸۸۵ به عنوان دادستان کل کشور خدمت کرد. او بعدها با گلدستون بر سر قانون خودگردانی ایرلند اختلاف‌نظر پیدا کرد و به حزب اتحادیه لیبرال پیوست. از ۱۸۹۵ تا ۱۹۰۲ او صدراعظم دوک‌نشین لنکستر در کابینهٔ اتحادیه گرایان رابرت گاسکوین-سسیل و آرتور بالفور بود. او از سال 1885 عضو شورای اختصاصی ملکه بود.